# 磯野秋雄
磯野 秋雄（いその あきお、1910年〈明治43年〉10月20日 - 1986年〈昭和61年〉1月21日）は、日本の元子役、俳優。本名同じ。戦前は三井秀男（後の三井弘次）、阿部正三郎らと「与太者（よたもの）トリオ」の一人として活躍し、戦後はテレビドラマを中心に脇役として活躍した。

## 来歴・人物
1910年10月20日、神奈川県横浜市鶴見区に生まれる。実家は新聞販売業を営んでいたが、後に東京府東京市浅草区（現在の東京都台東区）へ移り、私立の「美以美（みいみ）尋常高等小学校（1923年9月1日、関東大震災で焼失）」を卒業。
1917年、7歳の時に花柳章太郎の門下となり、子役として本郷座で初舞台し、松竹合名会社経営の各劇場に出演した。1921年、たまたま松竹キネマ研究所の牛原虚彦監督映画『山暮るゝ』で初出演したことから、以後、新派劇と交互に出演。しかし1925年9月、松竹蒲田撮影所の専属俳優となり、以後、多数の作品に出演。中でも三井秀男、阿部正三郎との「与太者トリオ」が評判となり、1931年の野村浩将監督映画『令嬢と与太者』以下シリーズとなる。また、1932年の島津保次郎監督映画『嵐の中の処女』の好演が多数の批評家の賞賛を得た。
1943年、同撮影所を退社。劇団笑の王国に入団して再び舞台に立ち1944年に応召されるが、1946年に復員。戦後も松竹を中心に脇役として出演するが、1960年代後半からテレビドラマのみ出演するようになり、1980年代前半まで活躍した。
1986年1月21日午前8時18分、肺癌のため、神奈川県横浜市戸塚区の大船共済病院で死去した。満75歳没。

## 出演歴
- 夫婦百景（日本テレビ）
  - 第96回「ベテラン夫婦」（1960年）
  - 第379回「女房商法」（1966年）
- 煙の王様（1962年、TBS）
- 特別機動捜査隊（NET / 東映）
  - 第75話「停年」（1963年）
  - 第108話「枯葉」（1963年）
  - 第194話「河の女」（1965年）
  - 第207話「続 大都会」（1965年）
  - 第225話「二十二時五十五分」（1966年）
  - 第270話「太陽が昇る時」（1966年）
  - 第283話「嫉妬」（1967年）
  - 第638話「ある夫婦のメロディー」（1974年）
  - 第690話「泥水の流れの中で」（1975年）
  - 第795話「愛の終着駅」（1977年）
- 事件記者（NHK）
  - 第202話「ベタ記事」（1964年）
  - 第246話「傷あと」（1965年）
- いまに見ておれ 第1話（1964年、TBS / 国際放映）※主演 青島幸男
- 鉄道公安36号（NET / 東映）
  - 第100話「地底の詩」（1965年）
  - 第194話「雪原の母情」（1967年）
- ウルトラシリーズ（TBS / 円谷プロダクション）
  - ウルトラQ 第6話「育てよ! カメ」（1966年）- 浦島太郎の父
  - ウルトラマンレオ 第40話「恐怖の円盤生物シリーズ! MAC全滅! 円盤は生物だった!」（1975年）- 用務員
- チャコねえちゃん 第1話「シンデレラの靴」（1967年、TBS / 国際放映）
- キイハンター 第11話「パリから来た大泥棒」（1968年、TBS / 東映）
- お嫁さん 第七シリーズ（1969年 - 1970年、フジテレビ / 日活）
- 太陽にほえろ! 第56話「その灯を消すな!」（1973年、日本テレビ / 東宝）
- 伝七捕物帳 第58回「花となった女」（1975年、日本テレビ / ユニオン映画）
- 気まぐれ天使 第5話「信ずれど…」（1976年、日本テレビ / ユニオン映画）
- 俺はおまわり君 第12話「親と子の心をつなぐ…」（1981年、日本テレビ / 国際放映）
- 新五捕物帳 第172話「情けに浮ぶだまし船」（1982年、日本テレビ / ユニオン映画）

その他出演あり